# Andrei Petrov
Andrei Pàvlovitx Petrov, en rus Андре́й Па́влович Петро́в (Sant Petersburg, 2 de setembre de 1930 – Sant Petersburg, 15 de febrer de 2006), va ser un compositor rus i soviètic. Va ser nomenat Artista del Poble de l'URSS el 1980.

## Biografia
Andrei Petrov és conegut sobretot per la seva música per a nombroses pel·lícules soviètiques clàssiques com Estic caminant per Moscou, Compte amb el cotxe i Idil·li d'oficina.
Nascut a Sant Petersburg (llavors Leningrad), Petrov era fill d'un metge militar; la seva mare era artista. Va tenir poc interès en la música fins que, als catorze anys, va veure "The Great Waltz"; després d'això va decidir convertir-se en compositor. Va estudiar composició al Conservatori de Leningrad amb Orest Ievlàkhov.
Petrov és conegut pel seu treball en diversos gèneres; va escriure diverses òperes i ballets, així com obres simfòniques, música incidental i de cinema i diverses cançons. És especialment famós pel seu ballet "Creació del món", basat en dibuixos de Jean Effel i que fou presentat en el teatre Teatre Mariïnski (llavors anomenat Teatre Kírov) amb la coreografia de Vladímir Vassíliev. Això es va realitzar a tot el món, amb Mikhaïl Baríxnikov entre els seus primers intèrprets. Petrov també va anotar més de vuitanta pel·lícules, inclosa la coproducció soviètica-estatunidenca The Blue Bird (L'ocell blau).
Des de 1964 fins a la seva mort, Petrov va ser el cap de la Unió dels Compositors de Sant Petersburg, a la qual va ser presentat per Dmitri Xostakóvitx. També va fundar i va servir de director general d'un festival de música a Sant Petersburg. Va guanyar nombrosos premis; el 22 de maig de 1998 va ser nomenat ciutadà honorari de Sant Petersburg i un petit planeta també va rebre el seu nom.
La seva esposa, Natàlia Iefímovna Petróva, era una coneguda musicòloga; la seva única filla, Olga, va co-escriure algunes de les seves obres posteriors. Andrei Petrov va morir a Sant Petersburg; està enterrat al cementiri Vólkovskoie d'aquesta ciutat.

## Obres

### Bandes sonores
- L'home amfibi (1961)
- Estic caminant per Moscou (1963)
- Trenta-tres (1965)
- Compte amb el cotxe (1966)
- El seu nom era Robert (1967)
- Bon vent, "L'ocell blau"! (1967)
- Domesticació del foc (1972)
- The Blue Bird (L'ocell blau) (1976)
- Idil·li d'oficina (1977)
- Marató de tardor (1979)
- Digueu una paraula pel pobre hússar (1981)
- Una romança cruel (1983)

### Altres obres
- Poema per 4 trompetes, orgue, cordes & timbala
- Ballet La creació del món (1968)
- Concert per a violí i orquestra (1983)
- Simfonia-fantasia El mestre i Margarita (1984)
- Concert per a piano i orquestra (1990)

### Honors i guardons
- Orde del Mèrit per a la Pàtria; 3a classe (2 de setembre de 2005): una contribució excepcional al desenvolupament de la cultura musical nacional i molts anys d'activitat creativa; 4a classe (29 d'agost de 2000) per la seva gran aportació personal al desenvolupament de l'art musical nacional
- Orde de Lenin (1985)
- Premi Estatal de la Federació Russa (1995)
- Premi del president de la Federació de Rússia (1999)
- Premi Estatal de l'URSS (1967 i 1976)
- Artista del Poble de l'URSS (arts escèniques) (1980)
- Artista popular de la RSFSR (1976)
- Artista honrat de la RSFSR (1972)
- Ciutadà d'honor de Sant Petersburg (Resolució de l'Assemblea legislativa de Sant Petersburg № 104 del 22 de maig de 1998).